# Fabiano Caruana
Fabiano Luigi Caruana (sinh ngày 30 tháng 7 năm 1992) là một đại kiện tướng cờ vua người Mỹ gốc Ý, cựu thần đồng cờ vua, và vào những thời điểm khác nhau chiếm vị trí thứ 2 trong bảng xếp hạng kỳ thủ trên toàn thế giới.
Ngày 15 tháng 7 năm 2007 Caruana trở thành đại kiện tướng (GM) ở khi mới 14 năm, 11 tháng, 20 ngày, là đại kiện tướng trẻ nhất trong lịch sử của cả Ý và Mỹ (kỷ lục đại kiện tướng trẻ nhất nước Mỹ của anh đã bị Ray Robson vượt qua vào tháng 10 năm 2009). Trong tháng 10 năm 2014, Caruana đã đạt được hệ số Elo 2844, trở thành kỳ thủ có ELO cao thứ ba trong lịch sử.

## Đời tư và khởi đầu với cờ vua
Fabiano Luigi Caruana sinh ngày 30 tháng 7 năm 1992 tại Miami, Hoa Kỳ, con của Lou và Santina Caruana. Anh có song quốc tịch của cả hai nước Ý và Hoa Kỳ.
Khi lên 4 tuổi gia đình anh chuyển từ Miami tới quận Brooklyn, Park Slope, New York. Ở tuổi lên năm, tài năng cờ của được phát hiện trong một chương trình dạy cờ vua sau giờ học ở Congregation Beth Elohim tại Park Slope. Cùng năm đó anh chơi giải đấu đầu tiên của mình tại Trung tâm Chess Polgar ở Queens, New York.

## Sự nghiệp

### 2016
Tháng 4, Fabiano Caruana trở thành nhà vô địch cờ vua Mỹ trong lần đầu tiên tham dự, bất bại và đạt 8,5/11 điểm. Anh bỏ cách 1 điểm hai kỳ thủ khác trong top 10 thế giới thời điểm này Wesley So và đương kim vô địch Hikaru Nakamura.

### 2018
Trong tháng 3, Caruana thắng giải tuyển chọn Candidates (gồm 8 kỳ thủ, thi đấu vòng tròn 2 lượt)với 9 điểm sau 14 ván và trở thành người thách đấu đương kim vô địch cờ vua thế giới Magnus Carlsen.
Trong tháng 4, anh vô địch giải Grenke Chess Classic với thành tích 4 thắng 5 hòa, không thua ván nào.
Tháng 11, trong trận tranh ngôi với vua cờ Carlsen, Caruana đã hòa đối thủ cả 12 ván cờ tiêu chuẩn, nhưng thất bại 0-3 sau ba ván cờ nhanh tie-break.

## Thành tích đối đầu cờ tiêu chuẩn
Số liệu tính tới 3.7.2015

Kỳ thủ vô địch thế giới tên in đậm
- Michael Adams +2−6=4
- Evgeny Alekseev +0−0=6
- Viswanathan Anand +2−1=12
- Dmitry Andreikin +1−1=3
- Levon Aronian +4−5=6
- Etienne Bacrot +2−1=2
- Lazaro Bruzon +1−0=2
- Magnus Carlsen +5−7=8
- Leinier Dominguez +2−2=6
- Boris Gelfand +6−2=7
- Anish Giri +2−2=12
- Alexander Grischuk +2−1=6
- Vassily Ivanchuk +4−4=6
- Dmitry Jakovenko +2−1=3
- Baadur Jobava +2−0=4
- Gata Kamsky +3−0=2
- Sergey Karjakin +4−1=16
- Vladimir Kramnik +4-2=8
- Peter Leko +0−3=7
- Vladimir Malakhov +0−0=4
- Shakhriyar Mamedyarov +3−1=6
- Luke McShane +1−0=1
- Alexander Morozevich +5−4=4
- Sergei Movsesian +0−0=1
- Arkadij Naiditsch +3−2=4
- Hikaru Nakamura +1−5=17
- David Navara +1−2=2
- Ian Nepomniachtchi +0−0=3
- Ruslan Ponomariov +2−2=4
- Teimour Radjabov +3−0=8
- Krishnan Sasikiran +2−1=1
- Alexei Shirov +1−3=1
- Nigel Short +2−0=1
- Sanan Sjugirov +0−1=1
- Wesley So +2−2=4
- Peter Svidler +4−1=12
- Evgeny Tomashevsky +3−0=2
- Veselin Topalov +4−1=4
- Maxime Vachier-Lagrave +3−3=9
- Loek van Wely +2−2=5
- Andrei Volokitin +0−0=1
- Vương Hạo +0−5=3

### Thông tin chính thức
- Fabiano Caruana trên trang chủ FIDE

### Các bài báo và phỏng vấn
- Biography from Chessbase.com
- "Being a Grandmaster Is Tough When You Are Not Quite 15 " The New York Times, ngày 29 tháng 7 năm 2007
- "A Chess Player's Challenge: Opponents His Own Age" The New York Times, ngày 17 tháng 5 năm 2003
- 2007 Italian Championship interview from Chessbase.com
- "Fabulous Fabiano", by Macauley Peterson, Chess Life, January 2008, pp. 30–35.
- Caruana: "L'anno prossimo voglio giocare nel torneo A!"PDF (7.72 MB) PDF (7.72 MB) – by Janis Nisii, Torre & Cavallo Scacco!, February 2008, pp. 5–9 (Italian)